# ГЕС Xiǎoxī
ГЕС Xiǎoxī (筱溪水电站) — гідроелектростанція у центральній частині Китаю в провінції Хунань. Знаходячись між ГЕС Shàigǔtān (42 МВт, вище по течії) та ГЕС Лангшитан (36 МВт), входить до складу каскаду на річці Цзишуй, котра впадає до розташованого на правобережжі Янцзи великого озера Дунтін.
В межах проекту річку перекрили бетонною греблею висотою 45 метрів та довжиною 340 метрів. Вона утримує водосховище з об'ємом 100 млн м3 (корисний об'єм 15,3 млн м3), в якому припустиме коливання рівня у операційному режимі між позначками 196 та 198 метрів НРМ. Під час повені об'єм може зростати до 141,2 млн м3.
Пригреблевий машинний зал обладнали чотирма турбінами типу Каплан — трьома потужністю по 40 МВт та однією з показником 15 МВт. Вони використовують напір від 10 до 22 метрів (номінальний напір 19 метрів) та забезпечують виробництво 504 млн кВт-год електроенергії на рік.
Видача продукції відбувається по ЛЕП, розрахованій на роботу під напругою 110 кВ.